# Natuurpark Sierra de Aralar
Het Natuurpark Sierra de Aralar (Spaans: Parque natural de la Sierra de Aralar/Baskisch: Aralarreko Parke Naturala ) is een natuurpark in Baskenland in Spanje. Het natuurpark is 10971 hectare groot. Het natuurpark omvat het Aralar-gebergte met loofbossen. In het park komen ree, everzwijn en vale gier voor.